# Carte d'identité étudiante internationale

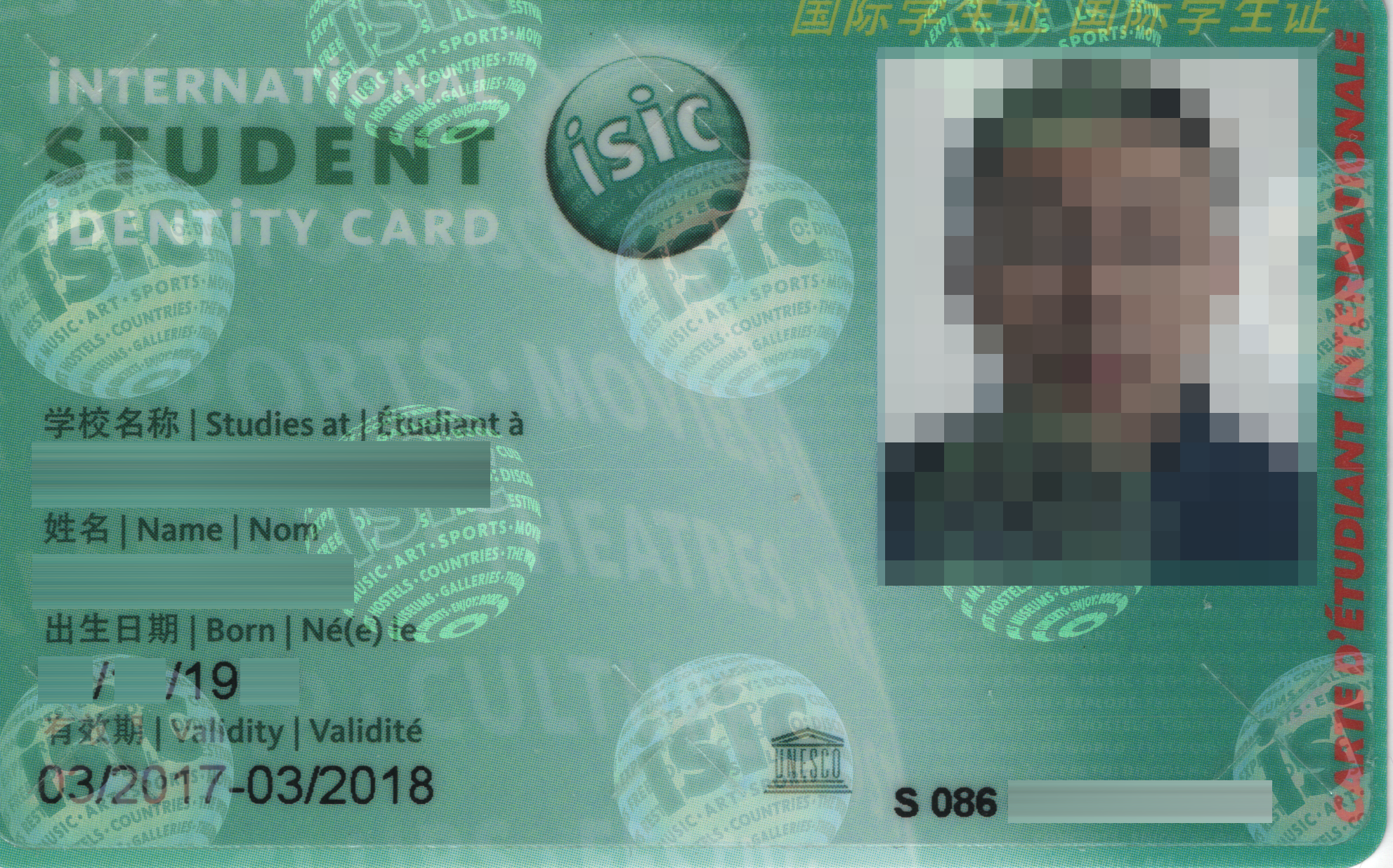
Spécimen de carte d’identité d’étudiant internationale (ISIC), émise par la Chine - 2017.

La carte d'étudiant internationale, appelée carte ISIC (de l'anglais : international student identity card) a été publiée en 1968 par l'Organisation pour le tourisme universitaire (OTU).
Aujourd'hui cette carte est distribuée par les revendeurs officiels ISIC. De plus, la carte ISIC est désormais la carte d'étudiant officielle de grandes écoles telles que HEC ou les douze écoles ParisTech.
L'objectif de cette carte est de permettre aux étudiants de conserver leur statut d'étudiant quel que soit leur pays d'origine. Elle donne droit à des réductions dans tous les domaines de la vie quotidienne pour accompagner l'étudiant et alléger ses charges : culturel (musées, théâtres), mais aussi le tourisme : hébergement (hôtels), de divertissement, de shopping… Elle permet également une réduction sur les tarifs dans les transports (avion, train, location de voiture).
La carte ISIC, soutenue par l'UNESCO est utilisée dans 120 pays.
C'est une carte individuelle, pourvue d'une photo, et accessible à tous les étudiants, lycéens et collégiens ; l'âge minimum pour l'obtenir est de douze ans et il n'y a pas d'âge maximum.
Son prix en France est de 13 euros.
La carte est valable pendant seize mois (de septembre jusqu'en décembre de l'année suivante).

## Distribution particulière
L'Union nationale des étudiants de France (UNEF) propose à tous ses adhérents de l'obtenir gratuitement sur simple demande auprès d'elle.
Le Crédit lyonnais la distribue à l'ouverture d'un compte pour un étudiant ; dans ce cas, il est intégré à la carte le système de paiement MasterCard.
En Belgique, l'association sans but lucratif Service volontaire international permet également de combiner l'inscription à un projet de volontariat à l'achat de carte ISIC à prix réduit.

## Carte ITIC
Créée en 1984, cette carte est peu ou prou l'équivalent de la carte ISIC, mais pour les enseignants (International Teacher Identity Card).
Elle est réservée à tous les enseignants travaillant à temps complet (18h par semaine au minimum) et coûte 18 euros.
Elle possède les mêmes attributs que la carte ISIC.
Elle est reconnue dans plus de 40 pays du monde et par l'UNESCO.

## Carte IYTC
L'International Youth Travel Card permet à tous les jeunes de moins de 25 ans d'être reconnus comme tels et de bénéficier d'un certain nombre de réductions et d'avantages dans 95 pays du monde. Elle concerne principalement les services de transport.
Elle est délivrée par l'OTU et l'agence Countdown pour 13 euros.

## Source et notes
- (de) Cet article est partiellement ou en totalité issu de l’article de Wikipédia en allemand intitulé « International Student Identity Card » (voir la liste des auteurs).

1. ↑  « Isic.fr : La carte d'étudiant internationale », sur Isic.fr : La carte d'étudiant internationale (consulté le 4 septembre 2020).
2. ↑  (en) « À propos », sur Isic.fr : La carte d'étudiant internationale (consulté le 6 décembre 2021)
3. ↑  (en) « À propos », sur Carte Itic (consulté le 6 décembre 2021)
4. ↑  (en-US) « IYTC », sur International Student Identity Card | ISIC Card United Kingdom (consulté le 6 décembre 2021)